# Sächsische Bronzewarenfabrik

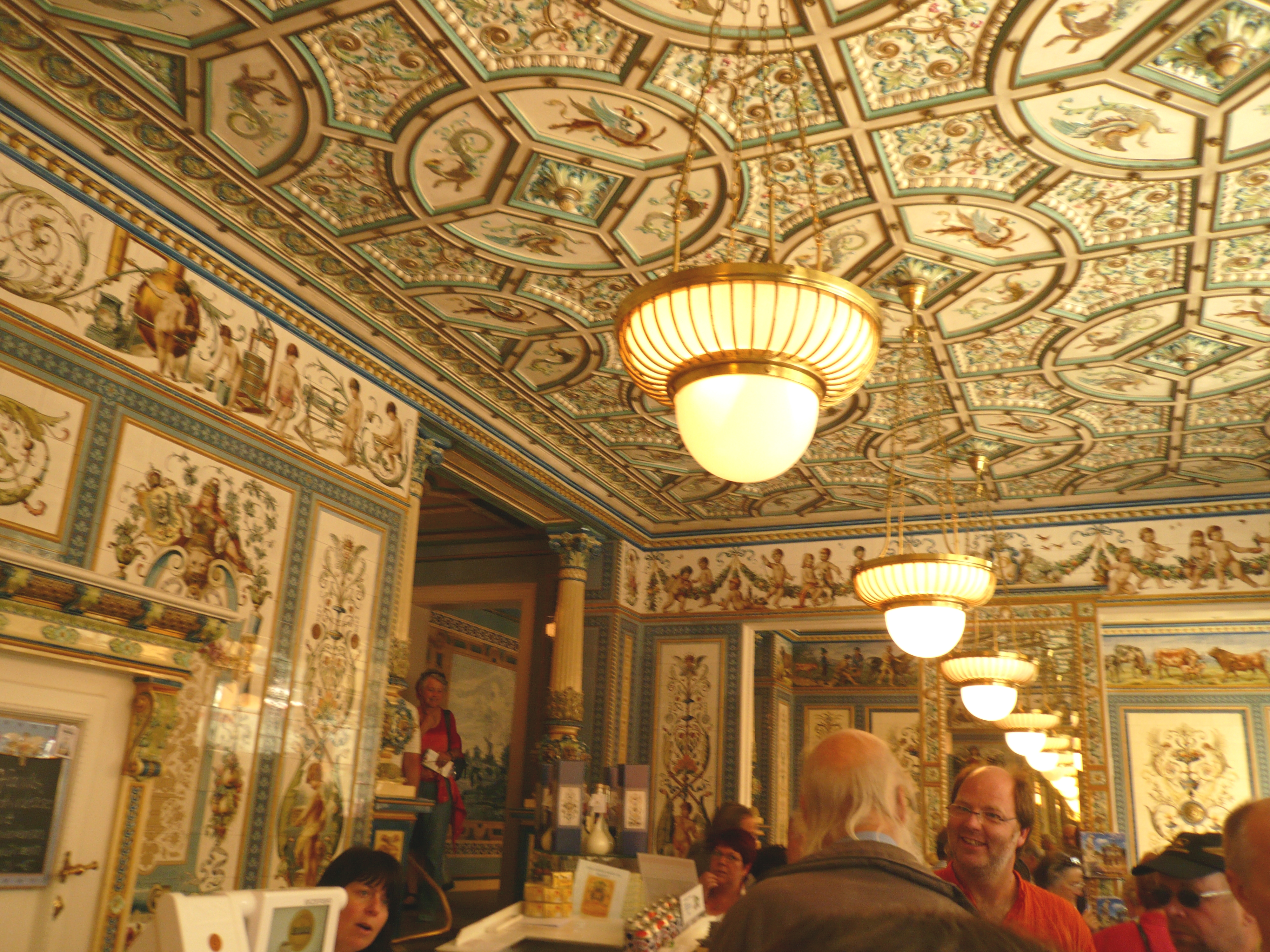
Deckenleuchte in Pfunds Molkerei in Dresden

Die Sächsische Bronzewarenfabrik (1972–1990 VEB Spezialleuchtenbau Wurzen) war ein ursprünglich in Wurzen ansässiges Unternehmen für die Herstellung von Decken- und Wandleuchten sowie Spezialbeleuchtungskörpern. Als Nachfolgeunternehmen existieren heute die SBF Spezialleuchten GmbH mit Sitz in Leipzig und die Leuchten Manufactur seit 1862 i. SA. GmbH mit Sitz in Wurzen.

## Firmengeschichte

### Sächsische Bronzewarenfabrik

Aktie über 1200 Mark der Sächsischen Broncewarenfabrik AG vom 26. März 1923

Das Unternehmen wurde am 24. Mai 1862 vom Gürtlermeister Karl A. Seyffert in Wurzen als Kurz- und Galanteriewarengeschäft gegründet, widmete sich jedoch schon bald der Herstellung von Kandelabern, Leuchtern und ähnlichen Beleuchtungskörpern. In einem Katalog zur Gewerbe- und Industrie-Ausstellung in Wurzen findet sich 1880 die Firmierung K. Seifert, Metall- und Broncewaaren-Fabrik, die in einem Inserat „Beleuchtungsgegenstände für Gas u. Petroleum – als Kronen, Candelaber u.s.w.“ anbietet. Das Aufkommen der Gasbeleuchtung und die Herstellung der ersten elektrisch betriebenen Außenleuchten führten zum wirtschaftlichen Erfolg und am 27. Mai 1889 zur Umwandlung in eine Aktiengesellschaft. Zu dieser Zeit beschäftigte man bereits ca. 500 Beschäftigte. Die Geschäftsleitung oblag dem Sohn des Firmengründers, Karl Max Seifert.
Hergestellt wurden nun vor allem Beleuchtungskörper für Gas-, Elektro- und Azetylen-Beleuchtung, welche in zahlreichen Gebäuden zum Einsatz kamen. Zu den öffentlichen Bauten, welche mit Erzeugnissen des Unternehmens ausgestattet wurden, gehörten u. a. das Reichstagsgebäude in Berlin, das Reichsgerichtsgebäude und die Universität in Leipzig, zahlreiche Rathäuser und Verwaltungsgebäude, aber auch das Mariinski-Theater und die Eremitage in Sankt Petersburg sowie der Kaisersaal der Himmelfahrtkirche in Jerusalem. Hinzu kamen private Aufträge für Hotels und Cafés. Auch die noch erhaltenen Beleuchtungskörper im historischen Ladengeschäft von Pfunds Molkerei in Dresden stammen aus Wurzen. Der Verkauf erfolgte über Musterkataloge und Präsentationen auf Ausstellungen, so auf der Elektrischen Ausstellung in Karlsruhe 1896 und auf der Pariser Weltausstellung 1900. Große Musterausstellungen gab es in der Berliner Ritterstraße und während der Leipziger Messe im Städtischen Kaufhaus.
Nach dem Ersten Weltkrieg widmete sich die Sächsische Bronzewarenfabrik AG zunehmend der Herstellung von Beleuchtungskörpern für Schiffe. So lieferte die Firma Ende der 1920er Jahre Lichtträger und Metallnotenständer für den berühmten Lloyd-Dampfer Bremen. 1934 wurde das Unternehmen in eine Personenhandelsgesellschaft umgewandelt und firmierte nach dem Zweiten Weltkrieg bis 1972 als Sächsische Bronzewarenfabrik Neidhard & Zimmermann KG.

### VEB Spezialleuchtenbau

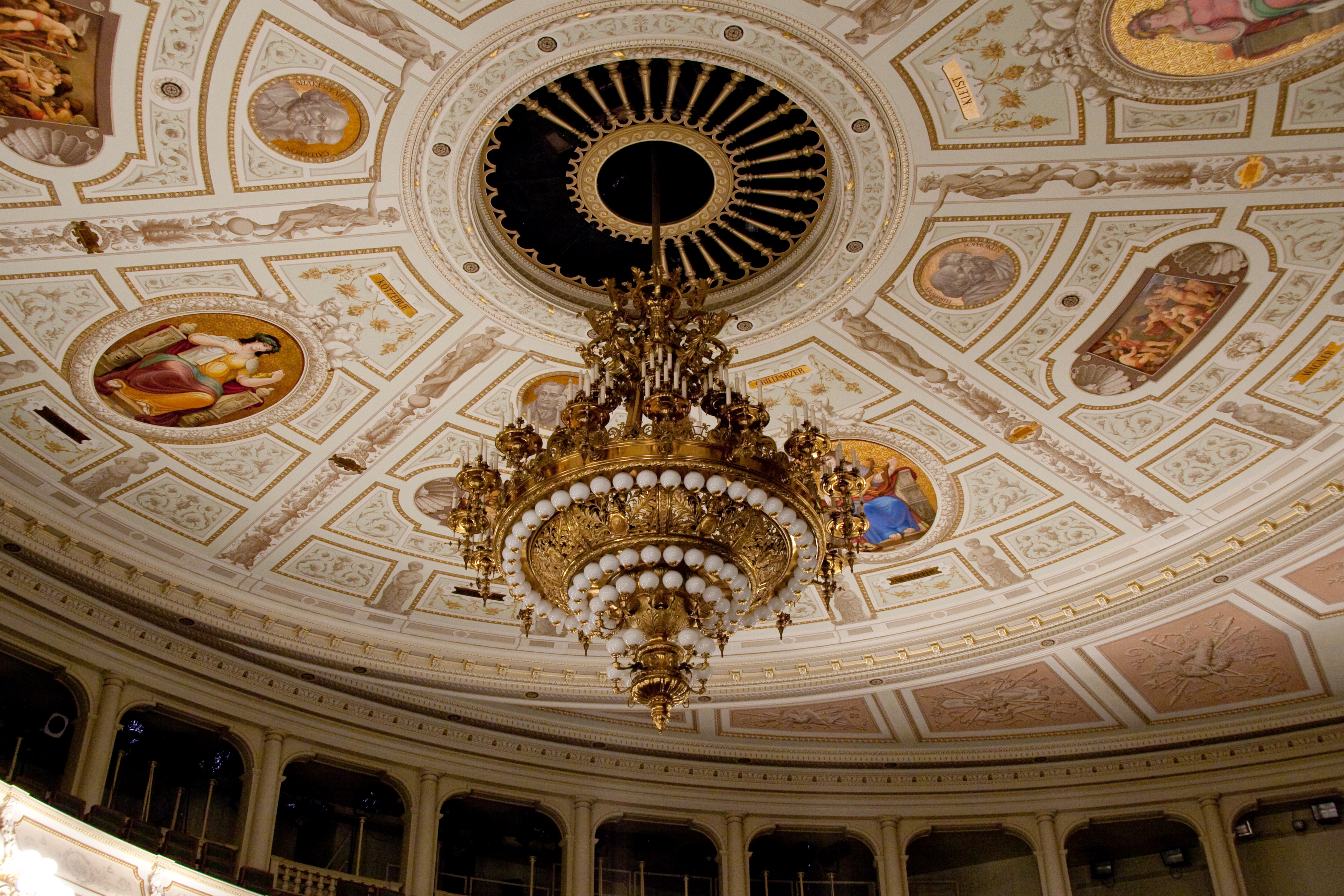
Kronleuchter im Zuschauerraum der Semperoper

Ab 1968 spezialisierte sich das Unternehmen auf die Produktion von Beleuchtungssystemen in Schienenfahrzeugen. Im Rahmen der Verstaatlichung der letzten Privatunternehmen der DDR wurde auch die Sächsische Bronzewarenfabrik 1972 mit ihren ca. 140 Beschäftigten in einen volkseigenen Betrieb (VEB) umgewandelt. Fortan firmierte der Betrieb als VEB Spezialleuchtenbau Wurzen. Als Zweigbetriebe kamen 1974 noch der VEB Wohnraumleuchten, 1975 der VEB Kunstschmiede und 1978 der VEB Elektromechanik hinzu. 1981 folgten der VEB Reglerbau sowie zwei Leipziger Betriebe mit insgesamt 490 Beschäftigten. Neben Spezialleuchten für Schienenfahrzeuge und Schiffe wurden auch weiterhin Spezialanfertigungen für repräsentative Raumausstattungen hergestellt. Zu den bedeutendsten Schöpfungen dieser Zeit gehörte 1981 bis 1983 die Anfertigung von über 350 Leuchtern nach historischem Vorbild für die Dresdner Semperoper, darunter auch der große Kronleuchter des Zuschauersaals.

### Nachfolgeunternehmen nach 1990
1990 wurde der VEB Spezialleuchtenbau in eine GmbH umgewandelt und reprivatisiert. Zunächst arbeitete der Betrieb unter seinem traditionellen Namen Sächsische Broncewarenfabrik GmbH, wurde jedoch 1994 in SBF Spezialleuchten Wurzen GmbH umbenannt. Zum 9. Juni 2011 beteiligte sich die Corona Equity Partner GmbH erst mit 50 und dann mit 100 Prozent am Unternehmen. Ein Jahr später verzog das Unternehmen im Mai in das Gewerbegebiet Baalsdorf in Leipzig.
Zum Produktionsprogramm gehören hauptsächlich Decken- und Beleuchtungssysteme für die Schienenfahrzeugindustrie. Die Innen- und Außenbeleuchtungen sowie Deckensysteme von SBF kommen in Straßenbahnen, U-Bahnen, Regionalzügen, Fernverkehrszügen und Hochgeschwindigkeitszügen, u. a. im Transrapid zum Einsatz. 2007 begann die Produktion von LED-basierter Beleuchtung für Schienenfahrzeuge. Neben deutschen Herstellern werden auch Abnehmer in China, Indien, der USA, Japan und Frankreich beliefert.
Dem traditionellen Beleuchtungskörperbau widmet sich seit 2002 die ausgegründete Firma LMW Manufaktur für dekorative Leuchten (ab 2012 Leuchten Manufactur seit 1862 i. SA.), die nach der Insolvenz und einer Neugründung seit 2015 als LMW-Leuchten Manufactur Wurzen GmbH firmiert.